# 음발레구

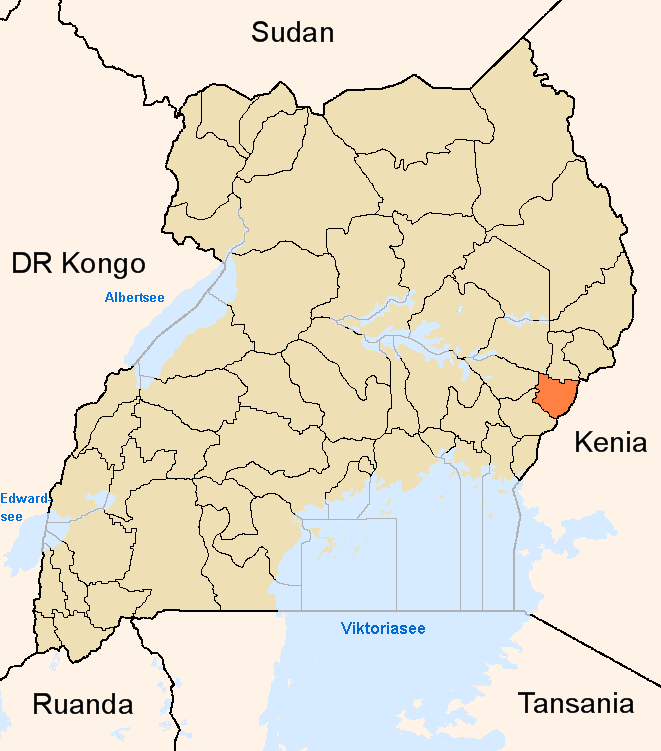
음발레 구의 위치

음발레구(Mbale)는 우간다 동부와 엘곤 산 서쪽에 위치한 구로, 행정 중심지는 음발레이며 면적은 534.4km2, 인구는 721,242명(2002년 인구 조사 기준)이다.
행정 구역상으로는 동부 주에 속하며 2개 군(붕고코 군, 음발레 군)을 관할한다. 북서쪽으로는 부케데아 구, 서쪽으로는 부다카 구와 부탈레자 구, 남서쪽으로는 토로로 구, 동쪽으로는 케냐 서부 주와 접한다.

## 같이 보기
- 동부주 (우간다)
- 우간다의 행정 구역